# Народно читалище „Светлина – 1901“
Вижте пояснителната страница за други значения на Народно читалище „Светлина“.
Народно читалище „Светлина – 1901“ е читалище в село Градина, община Лозница, област Разград. Разположено на адрес: ул. „Георги Бенковски“ № 14. То е действащо читалище, регистрирано под номер 1254 в Министерство на Културата на Република България. Към 2020 г. председател на читалищното настоятелство е Весиле Касим Муса, а секретар – Бахтюгюл Исмет Юзеир.
Фондът на библиотеката към читалището включва около 1500 тома литература.